# Moulinet (Alpes Marítimos)
Moulinet (O Morinhet em occitano) é uma comuna francesa na região administrativa da Provença-Alpes-Costa Azul, no departamento Alpes Marítimos. Estende-se por uma área de 41,07 km², com 249 habitantes, segundo os censos de 1999, com uma densidade de 6 hab/km².
1. ↑  Produccions, Tirabol. «Toponimia occitana: un rompe tèsta al nivèl intracomunal?». Jornalet (em catalão). Consultado em 21 de julho de 2020
2. ↑  https://france3-regions.francetvinfo.fr/provence-alpes-cote-d-azur/alpes-maritimes-var-point-etat-routes-1432361.html